# Vera Baumann
Vera Baumann (* 1988) ist eine Schweizer Improvisationsmusikerin (Stimme, auch Klarinette).

## Wirken
Baumann studierte Jazzgesang an der Musikhochschule Luzern bei Andreas Schaerer, Lauren Newton, Susanne Abbuehl und Sarah Buechi; 2020 schloss sie den Master in Performance mit Auszeichnung ab.
Im Duo mit Cyrill Michel (Gesang, Gitarre) arbeitet Baumann seit 2012. Mit dem Trio «Hobo Ho» ist sie auf dem Album Loving Queen Unicorn (2020) zu hören. Zusammen mit Gerry Hemingway und Florestan Berset formte sie das Trio Ming-Bau-Set, mit dem sie 2021 auf dem polnischen Label Fundacja Słuchaj das Album Yakut’s Gallop veröffentlichte, das in Luzern mit dem Preis "Selektive Förderung" ausgezeichnet wurde. Mit dem Kollektiv «Lu Mansion» war sie Teil des interdisziplinären Tanzstückes «Migrating Bodies». Mit der Jodlerin Nadja Räss wirkt sie im Rahmen des Projektes «stimmreise.ch 3». Daneben ist sie in weiteren Projekten wie in Lukas Briners «Hyla Crucifer» oder Andreas Schelkers «Swinging Momentum» tätig. Mit der Bassistin Johanna Pärli gründete sie das Duo «pärli*baumann».